# Josef Prober
Josef Prober (* 5. August 1950 in Neunkirchen) ist ein ehemaliger österreichischer Politiker (ÖVP) und Regionalmanager. Er war von 1993 bis 2008 Abgeordneter zum Landtag von Niederösterreich.

## Leben
Prober besuchte nach der Volks- und Hauptschule ein Gymnasium und studierte nach der Matura Politikwissenschaft und Soziologie an der Universität Wien und promovierte 1977 zum Doktor. Er trat noch im selben Jahr in den Dienst des Österreichischen Bauernbundes und hatte zwischen 1984 und 1989 die Funktion des Wiener Bauernbunddirektors inne. Danach übernahm Prober zwischen 1990 und 2000 die Funktion des Landesbeauftragten Regionalmanagers für das südliche Niederösterreich. Prober war im politischen Bereich zudem als ÖVP-Bezirksparteiobmann aktiv und vertrat die ÖVP zwischen dem 7. Juni 1993 und dem 10. April 2008 im Landtag, nachdem er bereits im September 2007 seinen Rückzug aus der Politik angekündigt hatte.
Prober ist verheiratet und lebt in Gloggnitz.

## Auszeichnungen
- Großes Silbernes Ehrenzeichen für Verdienste um die Republik Österreich (2003)[2][3]